# Liolaemus velosoi
Espèce
Synonymes
- Liolaemus josephorum Nüñez, Schulte & Garín, 2001

Liolaemus velosoi est une espèce de sauriens de la famille des Liolaemidae.

## Répartition
Cette espèce est endémique du Chili.

## Description
C'est un saurien ovipare.

## Étymologie
Cette espèce est nommée en l'honneur d'Alberto Veloso.

## Publication originale
- Ortiz, 1987 : Une nouvelle espèce de Liolaemus (Sauria, Iguanidae) du Chili. Bulletin du Muséum National d'Histoire Naturelle Section A Zoologie Biologie et Écologie Animales, vol. 9, no 1, p. 265-270.